# Татјана Тадић
Татјана Тадић (рођ. Родић; Книн, 1958), бивша је супруга Бориса Тадића и прва дама Србије од 2004. до 2012. године.

## Биографија
Татјана Тадић, рођена Родић, тадашња супруга Бориса Тадића, пореклом је из Книна и по образовању је инжењер грађевине. У почетку каријере поседовала је сопствену фирму, али се политичким напредовањем супруга, у потпуности посветила улози мајке и жене.
У почетку мандата свог супруга Бориса Тадића врло ретко се појављивала у јавности. Јавност за њу сазнаје тек када активније креће да се бави хуманитарним радом.
У слободно време бавила се сликарством и иконописањем. Као прва дама, врло ретко је иступала у јавност.
Виђена је на пријему који је организовао хрватски председник Иво Јосиповић, а такође је са супругом била на пријему који је организовао шпански краљ Хуан Карлос I у Мадриду.
Са Борисом Тадићем има две ћерке. Борис и она су се развели 2019.